# Remy Himmer
Remy Himmer est un industriel français, né le 12 juillet 1849 à Saint-Rambert-en-Bugey et mort le 23 août 1914 à Dinant.
Il dirigea la société anonyme « Grande Manufacture de Tissus de Leffe» fondée le 8 décembre 1896. Il fut fusillé par les troupes saxonnes de Max von Hausen, commandant de la 3e armée allemande, lors du sac de Dinant survenu le 23 août 1914. Remy Himmer et trente de ses ouvriers qui s'étaient dissimulés dans les caves de la manufacture, décident de se rendre ; arrêtés, ils sont abattus lors de la seconde exécution de la Place de l'Abbaye à Leffe, devant l'abbaye des Prémontrés(p92).

## Biographie
Rémy Himmer, était le sixième enfant de Remy-Adolphe Himmer et de Jeanne Nicolle Gardebled. Il naquit à Saint-Rambert-en-Bugey, dans l'Ain, le 12 juillet 1849. Il est issu d'une famille qui trouve son origine dans la région de Leutkirch (Hofs et Ausnang) en Bade-Wurtemberg, et qui émigra en France où son grand-père François-Joseph Himmer (1777-1832) s'illustra par des inventions dans le secteur textile. Il fut directeur de l'usine de Bazancourt et obtint une médaille de bronze à l'exposition de Paris en 1819.
Remy Himmer est placé, dès son adolescence, chez un fabricant de tissus de Reims pour s'initier au commerce.
Lors de la guerre de 1870, il participe au siège de Paris. À la fin du conflit, il entre à la manufacture de tissus de Leffe à Dinant (Belgique) appartenant à Albert Oudin pour en devenir rapidement le directeur en 1875. En 1896, à la suite du décès d'Albert Oudin, il devient « administrateur-délégué directeur » de la société.
Il sera également distingué en étant décoré de différents ordres dont les plus importants sont : 
- Chevalier de l'ordre de Léopold ;
- Chevalier de l'ordre de la Couronne.

De plus, il porta le titre de vice-consul d'Argentine.

## Patrimoine
La rue Remy-Himmer qui débute au pied de l'abbaye de Leffe est bordée d'une série d'habitations ouvrières témoignage du passé industriel du quartier de Leffe. Ces habitations furent mises à la disposition du personnel. Il fallait pour en bénéficier être ouvrier. Dès 1900, la firme, anticipant sur son époque, avait mis au point une caisse de pension pour ouvriers et employés, une caisse de secours pour le cas de maladie (remboursement de frais médicaux et paiement d’une partie du salaire) et construit de nombreuses habitations ouvrières dont l’acquisition par le personnel était facilitée.